# 全国施設選抜レディースフットサル大会
日本フットサル施設連盟選手権レディースは、日本フットサル施設連盟が主催する女子フットサル大会である。

## 概要
2005年に新設された大会。4地域に分かれて予選会を行い、決勝大会に進む地域代表を決める。
決勝大会は毎年4月に愛知県内で開催される。試合会場は、第1回大会から第3回大会まで豊田フットサルクラブルミナス、第4回大会以降は大洋薬品オーシャンアリーナ（現：テバオーシャンアリーナ）を、それぞれ使用している。

## 歴代優勝
| 回 | 年度 | 優勝                                |
| -- | ---- | ----------------------------------- |
| 1  | 2005 | FUN Ladies                          |
| 2  | 2006 | ESPERIO KYOTO FUTSAL CLUB           |
| 3  | 2007 | FUN Ladies                          |
| 4  | 2008 | バルドラール浦安ラス･ボニータス     |
| 5  | 2009 | FUNフットサルクラブ Ladies          |
| 6  | 2010 | FUNフットサルクラブ Ladies          |
| 7  | 2011 | FUNフットサルクラブ Ladies com VEEX |
| 8  | 2012 | バルドラール浦安ラス･ボニータス     |
| 9  | 2013 | VEEX TOKYO Ladies                   |
| 10 | 2014 | VEEX TOKYO Ladies                   |
| 11 | 2015 | 丸岡ラックレディース                |
| 12 | 2016 | アルコイリス神戸                    |
| 13 | 2017 | アルコイリス神戸                    |
| 14 | 2018 | 丸岡ラックレディース                |
| 15 | 2019 | バルドラール浦安ラス･ボニータス     |